# Svenska inomhusmästerskapen i friidrott 2009
Svenska inomhusmästerskapen i friidrott 2009 var uppdelat i  
- Stora Inne-SM den 28 februari  och 1 mars i Höghammarhallen i Bollnäs, arrangörsklubb Bollnäs FIK, samt
- Inne-SM Mångkamp den 14 och 15 mars i friidrottshallen i Västerås, arrangörsklubb Västerås FK.

Tävlingen var det 44:e svenska inomhusmästerskapet.
Bland segrarna i tävlingen fanns den regerande europamästaren på 400 meter Johan Wissman som vann 200-metersloppet.

## Medaljörer, resultat

### Herrar
| Gren                 | Guld              | Guld                                                            | Guld    | Silver            | Silver                                              | Silver  | Brons              | Brons                                                                  | Brons   |
| 60 meter             | Stefan Tärnhuvud  | Sundsvalls FIF                                                  | 6,78    | Oskar Åberg       | Solna FK                                            | 6,80    | Jens Löfgren       | Malmö AI                                                               | 6,81    |
| 200 meter            | Johan Wissman     | IFK Helsingborg                                                 | 22,04   | Benjamin Olsson   | IFK Helsingborg                                     | 22,21   | Oskar Åberg        | Solna FK                                                               | 22,82   |
| 400 meter            | Nil de Oliveira   | Turebergs FK                                                    | 47,74   | Andreas Mokdasi   | Hässelby SK                                         | 48,36   | Dennis Karanda     | Malmö AI                                                               | 49,65   |
| 800 meter            | Mattias Claesson  | Hässelby SK                                                     | 1:48,03 | Anton Asplund     | Ume FI                                              | 1:51,46 | Albin Johansson    | Hässelby SK                                                            | 1:52,09 |
| 1 500 meter          | Olle Walleräng    | Spårvägens FK                                                   | 3:45,86 | Rizak Dirshe      | Malmö AI                                            | 3:46,87 | Adil Bouafif       | Hässelby SK                                                            | 3:48,59 |
| 3 000 meter          | Adil Bouafif      | Hässelby SK                                                     | 8:19,01 | Oskar Käck        | Hälle IF                                            | 8:19,75 | Johan Wallerstein  | IFK Lund                                                               | 8:19,76 |
| 60 meter häck        | Robert Kronberg   | IF Kville                                                       | 7,77    | Joakim Blaschke   | Spårvägens FK                                       | 8,02    | Alexander Brorsson | Ulricehamns FIK                                                        | 8,07    |
| 4 x 200 meter        | IF Göta           | Fredrik Johansson, Johan Engberg, Christian Sjöberg, Robin Lund | 1:29,14 | Malmö AI          | Marwin Tay, Emil Zail, Petter Olson, Dennis Karanda | 1:30,31 | Turebergs FK       | Sebastian Öberg, Nil de Oliviera, Mattias Stjenlöf, Nils-Göran Nilsson | 1:30,53 |
| Höjdhopp             | Linus Thörnblad   | Malmö AI                                                        | 2,27    | Mehdi Alkhatib    | SoIK Hellas                                         | 2,21    | Carl Rönnow        | Club Olympique                                                         | 2,11    |
| Stavhopp             | Gustaf Hultgren   | Örgryte IS                                                      | 5,30    | Fredrik Skoglund  | Spårvägens FK                                       | 5,05    | Petter Olson       | Malmö AI                                                               | 5,05    |
| Längdhopp            | Nicklas Wiberg    | FIK Kalmarsund                                                  | 7,63    | Andreas Otterling | KFUM Örebro                                         | 7,39    | David Frykholm     | IF Göta                                                                | 7,17    |
| Tresteg              | Andreas Otterling | KFUM Örebro                                                     | 16,05   | Anton Andersson   | Örgryte IS                                          | 15,91   | Daniel Lennartsson | IFK Växjö                                                              | 15,42   |
| Kula                 | Simon Gustafsson  | Katrineholms SK                                                 | 17,61   | Niklas Arrhenius  | Spårvägens FK                                       | 17,48   | Mats Olsson        | Järvsö IF                                                              | 17,43   |
| Viktkastning 18,0 kg | Robert Alneroth   | Gefle IF                                                        | 18,51   | Mattias Jons      | Hässelby SK                                         | 18,45   | Daniel Nyman       | IFK Växjö                                                              | 16,07   |
| Sjukamp              | Petter Olson      | Malmö AI                                                        | 5 682   | Daniel Almgren    | Hässelby SK                                         | 5 573   | Lasse Ohtamaa      | Väsby IK                                                               | 5 140   |

### Damer
| Gren                 | Guld                      | Guld                                                        | Guld    | Silver                  | Silver                                                             | Silver  | Brons              | Brons                                                                 | Brons   |
| 60 meter             | Lena Berntsson            | Ullevi FK                                                   | 7,32    | Emma Rienas             | IF Göta                                                            | 7,44    | Julia Skugge       | Glanshammars IF                                                       | 7,45    |
| 200 meter            | Moa Hjelmer               | Spårvägens FK                                               | 24,45   | Frida Persson           | IFK Helsingborg                                                    | 24,79   | Malin Ström        | Bollnäs FIK                                                           | 24,97   |
| 400 meter            | Josefin Magnusson         | Malmö AI                                                    | 55,16   | Ulrika Johansson        | IFK Växjö                                                          | 55,31   | Stine Meland Tomb  | Hammarby IF                                                           | 55,34   |
| 800 meter            | Lovisa Lindh              | Ullevi FK                                                   | 2:09,84 | Sofia Öberg             | IFK Lidingö                                                        | 2:10,15 | Jenny Holmroos     | Västerås FK                                                           | 2:10,72 |
| 1 500 meter          | Ulrika Johansson (Flodin) | Rånäs 4H                                                    | 4:21,05 | Lina Alainentalo        | Hässelby SK                                                        | 4:25,78 | Charlotta Fougberg | Ullevi FK                                                             | 4:27,32 |
| 3 000 meter          | Ulrika Johansson (Flodin) | Rånäs 4H                                                    | 9:27,00 | Hanna Karlsson          | Malmö AI                                                           | 9:36,68 | Lina Alainentalo   | Hässelby SK                                                           | 9:43,26 |
| 60 meter häck        | Caroline Lundahl          | KA 2 IF                                                     | 8,46    | Jessica Samuelsson      | Hässelby SK                                                        | 8,50    | Andrea Nybäck      | IK Westmannia                                                         | 8,60    |
| 4 x 200 meter        | Spårvägens FK             | Lisa Rönnqvist, Nuuli Ndiwabene, Gladys Bamane, Moa Hjelmer | 1:39,99 | Malmö AI                | Malin Olsson, Isabell Englund, Lisa Reutercrona, Josefin Magnusson | 1:40,99 | IF Göta            | Elina Palmqvist, Marine Jonsson, Caroline Sandsjoe, Victoria Carlsson | 1:43,17 |
| Höjdhopp             | Erika Wiklund (Kinsey)    | Trångsvikens IF                                             | 1,81    | Frida Brolin            | Råby Rekarne FIF                                                   | 1,78    | Anna Alexson       | Spårvägens FK                                                         | 1,78    |
| Stavhopp             | Petra Olsen               | Malmö AI                                                    | 4,05    | Malin Dahlström         | Göteborgs KIK                                                      | 3,99    | Isabella Lilja     | Malmö AI                                                              | 3,99    |
| Längdhopp            | Erica Jarder              | Spårvägens FK                                               | 6,09    | Jessica Samuelsson      | Hässelby SK                                                        | 5,98    | Malin Olsson       | Malmö AI                                                              | 5,97    |
| Tresteg              | Angelica Ström            | Gefle IF                                                    | 13,11   | Kristin Franke Björkman | IF Göta                                                            | 12,76   | Erica Jarder       | Spårvägens FK                                                         | 12,70   |
| Kula                 | Helena Engman             | Riviera FI                                                  | 16,29   | Catarina Andersson      | Hässelby SK                                                        | 15,13   | Caroline Hjelt     | Huddinge AIS                                                          | 14,43   |
| Viktkastning 10,0 kg | Marie Hilmersson          | Falu IK                                                     | 16,29   | Tracey Andersson        | IFK Trelleborg                                                     | 15,13   | Ellinor Forssander | Hässelby SK                                                           | 14,43   |
| Femkamp              | Jessica Samuelsson        | Hässelby SK                                                 | 4 453   | Stine Meland Tomb       | Hammarby IF                                                        | 3 345   | Johanna Höglund    | Upsala IF                                                             | 3 302   |

### Fotnoter
1. 1 2 3 4 5 6 7 8 9 10  ”Stora inne-SM 2009 dag 1, resultat”. ism2009.se. Arkiverad från originalet den 11 augusti 2010. https://web.archive.org/web/20100811153235/http://www.ism2009.se/filer/resultat_dag1.html. Läst 17 juli 2012.
2. 1 2 3 4 5 6 7 8 9 10 11 12 13 14 15 16 17 18  ”Stora inne-SM 2009 dag 2, resultat”. ism2009.se. Arkiverad från originalet den 4 mars 2016. https://web.archive.org/web/20160304222657/http://www.ism2009.se/filer/resultat_dag2.html. Läst 17 juli 2012.
3. ↑  ”Ändrade SM-resultat 2009”. friidrott.se. 7 december 2009. Arkiverad från originalet den 10 december 2022. https://web.archive.org/web/20221210221723/https://iof2.idrottonline.se/. Läst 21 november 2016.
4. 1 2  ”SM mångkamp 2009, resultat”. quicknet.se. Arkiverad från originalet den 16 juli 2012. https://archive.is/20120716090058/http://mk.quicknet.se/20095/upload/bilder/0/resultat_m_ngkamps_sm_2009.htm. Läst 20 juli 2012.